# Tavanasa-Brücke
Die Tavanasa-Brücke war eine kleine Strassenbrücke über den Vorderrhein in Tavanasa in der Gemeinde Breil/Brigels in der Surselva im Schweizer Kanton Graubünden. Sie wurde in Fachkreisen als erste der von Robert Maillart entworfenen Dreigelenk-Hohlkastenbrücken mit ausgeschnittenen Bogenzwickeln bekannt.
Sie führte das Strässchen über den Rhein, das in den Jahren 1904 und 1905 von Tavanasa zu den Fraktionen Danis und Dardin der Gemeinde Brigels gebaut wurde. 1927 wurde sie durch einen Murgang zerstört und 1928 durch einen Neubau von Walter Versell ersetzt. Dieser Neubau wurde 2016 zu einer Fussgängerbrücke erklärt, als daneben eine moderne, von den Büros Bänziger und Conzett Bronzini entworfene Brücke für den Strassenverkehr eröffnet wurde.

## Tavanasa-Brücke (1905)

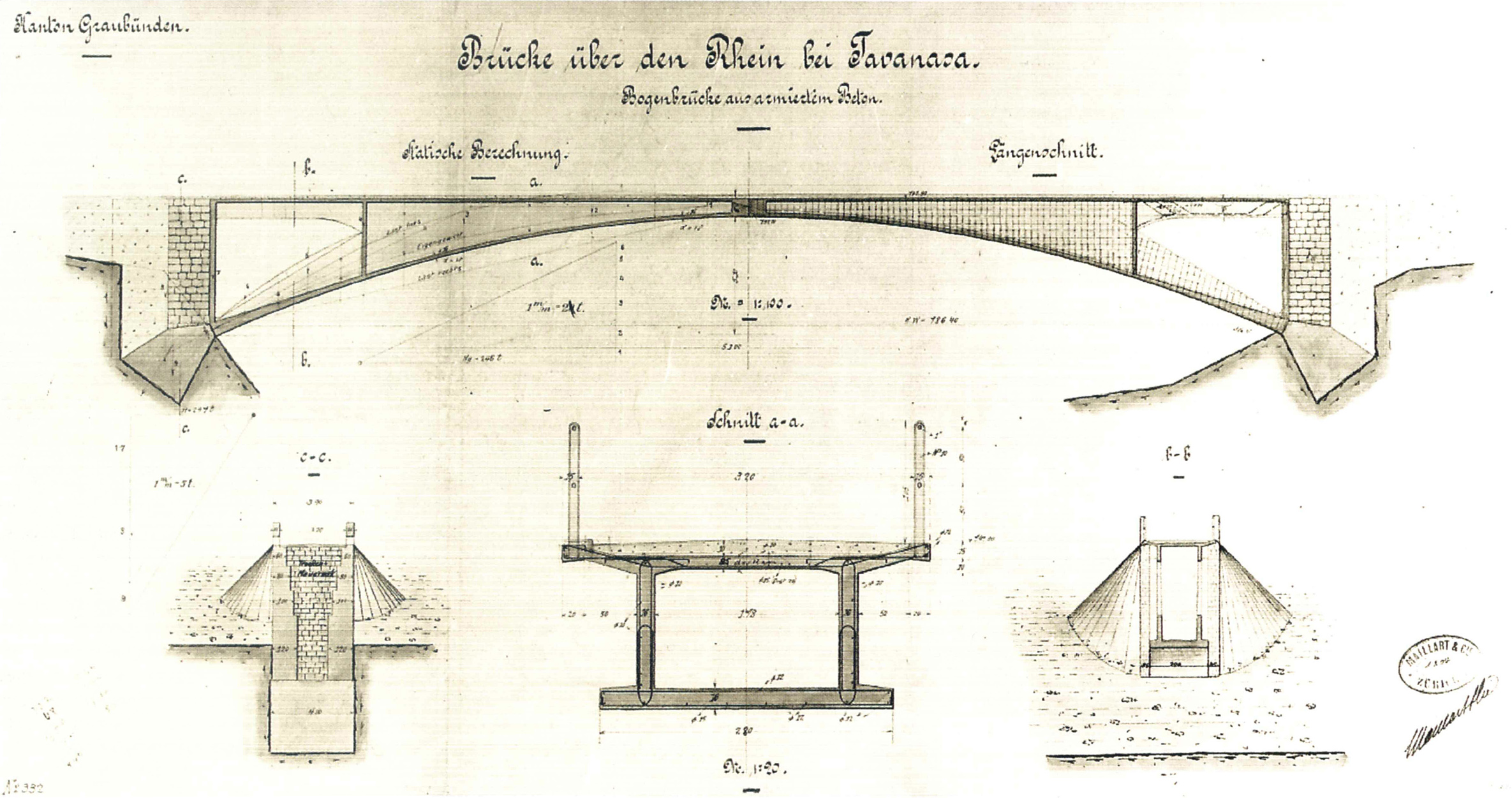
Bauplan von Robert Maillart

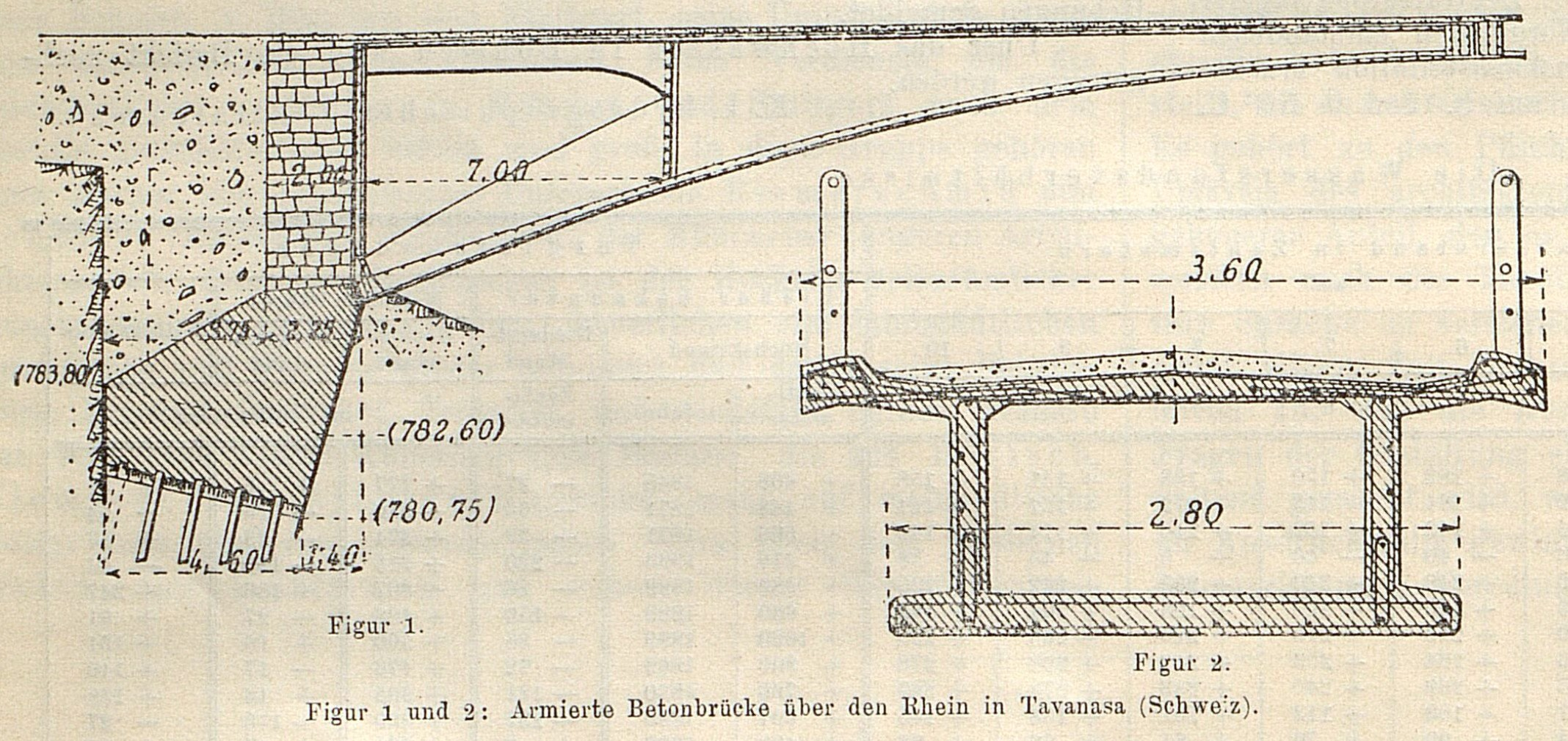
Schnittzeichnungen, veröffentlicht 1909 in der Österreichischen Monatsschrift für den öffentlichen Baudienst

Die Brücke wurde nach den Plänen von Robert Maillart von seiner eigenen Unternehmung Maillart & Cie. im Jahre 1905 erbaut, nachdem Emil Mörsch sie geprüft hatte.
Sie stand etwa 60 m flussabwärts  von der späteren Brücke.
Sie wurde neben der bestehenden einfachen, sich auf einen Felsen in der Flussmitte abstützenden, hölzernen Pfahljochbrücke errichtet. Ihr Lehrgerüst wurde auf provisorischen Jochen montiert, die man in den Flussgrund gerammt hatte.
Die Stahlbeton-Bogenbrücke war 61 m lang, insgesamt 3,60 m breit und hatte eine 3,20 m breite, obenliegende Fahrbahn mit einem Belag aus Schotter, der durch die Fuhrwerke festgefahren wurde. Sie war für eine Einzellast von 6 t bemessen, wobei zu berücksichtigen ist, dass im Kanton Graubünden der Autoverkehr bis 1925 verboten war. Die als Widerlager dienenden Kämpfer aus Beton waren im Untergrund verborgen. Über ihnen stellte ein wie ein Widerlager aussehendes Natursteinmauerwerk den Anschluss an die Strasse her, das aber für die Brücke keine statische Bedeutung hatte. Die Brücke hatte ein einfaches Geländer aus Eisenstangen, aber eine Betonbrüstung mit halbrunden Öffnungen über dem seitlichen Natursteinmauerwerk. Ihr Dreigelenkbogen bestand aus einer dünnen, 2,80 m breiten Stahlbetonschale mit einer Stützweite von 51,00 m und einer Pfeilhöhe von 5,50 m. Das Mittelgelenk trat aus gestalterischen Gründen deutlich hervor. Die Bogenschale bildete zusammen mit der Fahrbahnplatte und den etwas nach innen versetzten Stegen einen Hohlkasten. Die Fahrbahnplatte war damit ein Teil des Tragwerks, was eine leichtere und kostengünstigere Gesamtkonstruktion erlaubte. Anders als bei der Innbrücke Zuoz war der Hohlkasten nur einzellig und enthielt eine Öffnung in den statisch wenig wirksamen Bogenzwickeln, um die in Zuoz aufgetretene Rissbildung zu vermeiden. Je eine Wandscheibe über dem Kämpfergelenk und auf dem ersten Bogendrittel versteifte die Konstruktion.
Die Brücke besass keine Gehwege. Für die Herstellung der mit 27'000 Fr. (entspricht heute etwa 340'000 Fr.) kostengünstigen Brücke wurden 100 m³ Beton verwendet.
Die Tavanasa-Brücke gilt als eine der massgebenden Betonbrücken des 20. Jahrhunderts. Robert Maillart hat nach ihrem Muster noch viele andere gebaut, unter anderem die Salginatobelbrücke.

## Tavanasa-Brücke (1928)

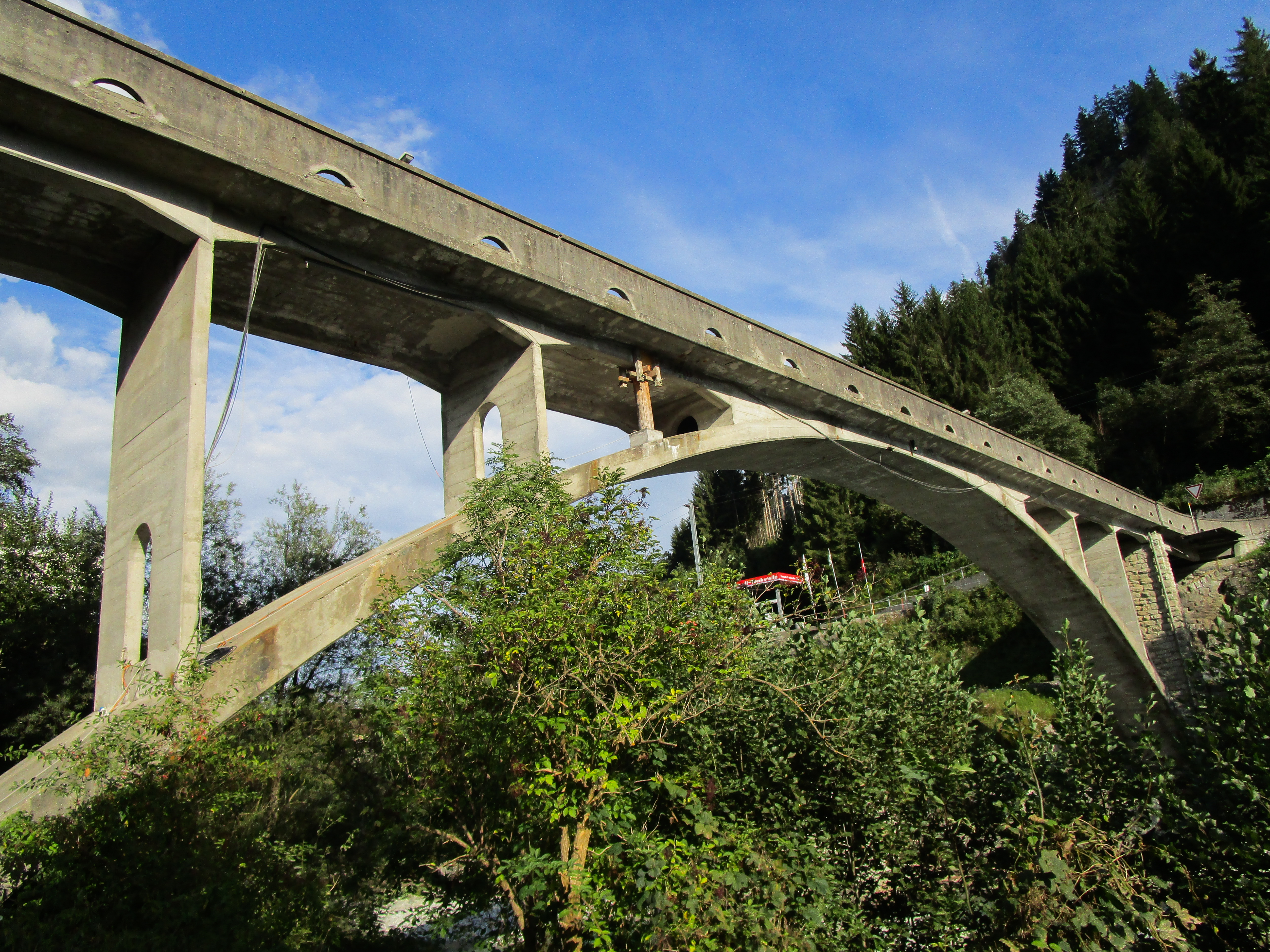
Tavanasa-Brücke (1928)

Am 25. September 1927 wurde Maillarts Brücke von einem Murgang des Gelgiabaches zerstört, bei dem sieben Menschen ums Leben kamen und die Talstrasse, drei Wohnhäuser, etwa 100 m Bahnkörper und die Brücke mitgerissen wurden. Das Geröll enthielt bis zu vier Meter dicke Felsbrocken.
Noch im Oktober wurde ein Neubau ausgeschrieben, der flussaufwärts der Mündung des Gelgiabaches  stehen sollte. Unter den sechs Bietern war auch die Bauunternehmung Prader & Cie. mit einem Entwurf von Maillart und die Unternehmung B. & C. Caprez mit einem Entwurf von Walter Versell. Das kantonale Tiefbauamt entschied sich im Frühjahr 1928 für Versells Entwurf. Der Bau der Brücke dauerte nur sechs Monate. Am 31. Juli 1928, also 10 Monate nach dem Unglück, führte Mirko Roš, der Direktor der Eidgenössischen Materialprüfungsanstalt (EMPA), die erfolgreichen Belastungstests durch.
Die Brücke von Walter Versell ist eine 85 m lange und 4,40 m breite Stahlbeton-Bogenbrücke mit obenliegender Fahrbahn. Der eingespannte, 3 m breite Bogen hat eine Stützweite von 50,80 m und eine Pfeilhöhe von 11,01 m. Seine Dicke nimmt von 0,72 m an den Kämpfern auf 0,42 m im Scheitel ab. Die biegesteife Fahrbahnplatte ist mit je zwei Scheiben auf dem Bogen aufgeständert und mit ihm monolithisch verbunden. Sie übernimmt daher einen Teil der Lasten, die bei früheren Bogenbrücken allein vom Bogen zu tragen waren. Ihre Betonbrüstung hat die gleichen halbrunden Öffnungen wie die Brüstungen auf dem seitlichen Natursteinmauerwerk der Brücke Maillarts. Die 4 m breite Fahrbahn hatte ursprünglich eine Schotterdecke. Die beiden Betonpfeiler über den Widerlagern sind mit Natursteinen verkleidet.
Versell wurde beim Entwurf der Brücke vom Streben nach niedrigen Baukosten geleitet, was zu den schlanken Dimensionen führte.
Die Brücke blieb bis 1978 in ihrem ursprünglichen Zustand. Dann wurde im Zuge des Ausbaus der alten Kantonsstrasse das südliche Endfeld durch einen neuen, breiteren Träger ersetzt. 1996 wurde der Fahrbahnträger verstärkt, um das Befahren der Brücke mit 16-t-Lastwagen zu ermöglichen.
Nach dem Bau der neuen Brücke sollte die Brücke Versells abgebrochen werden, wurde aber schliesslich der vom Verein Nossa Punt getragenen gleichnamigen Stiftung übertragen und zur Geh- und Radwegbrücke erklärt.

## Tavanasa-Brücke (2016)

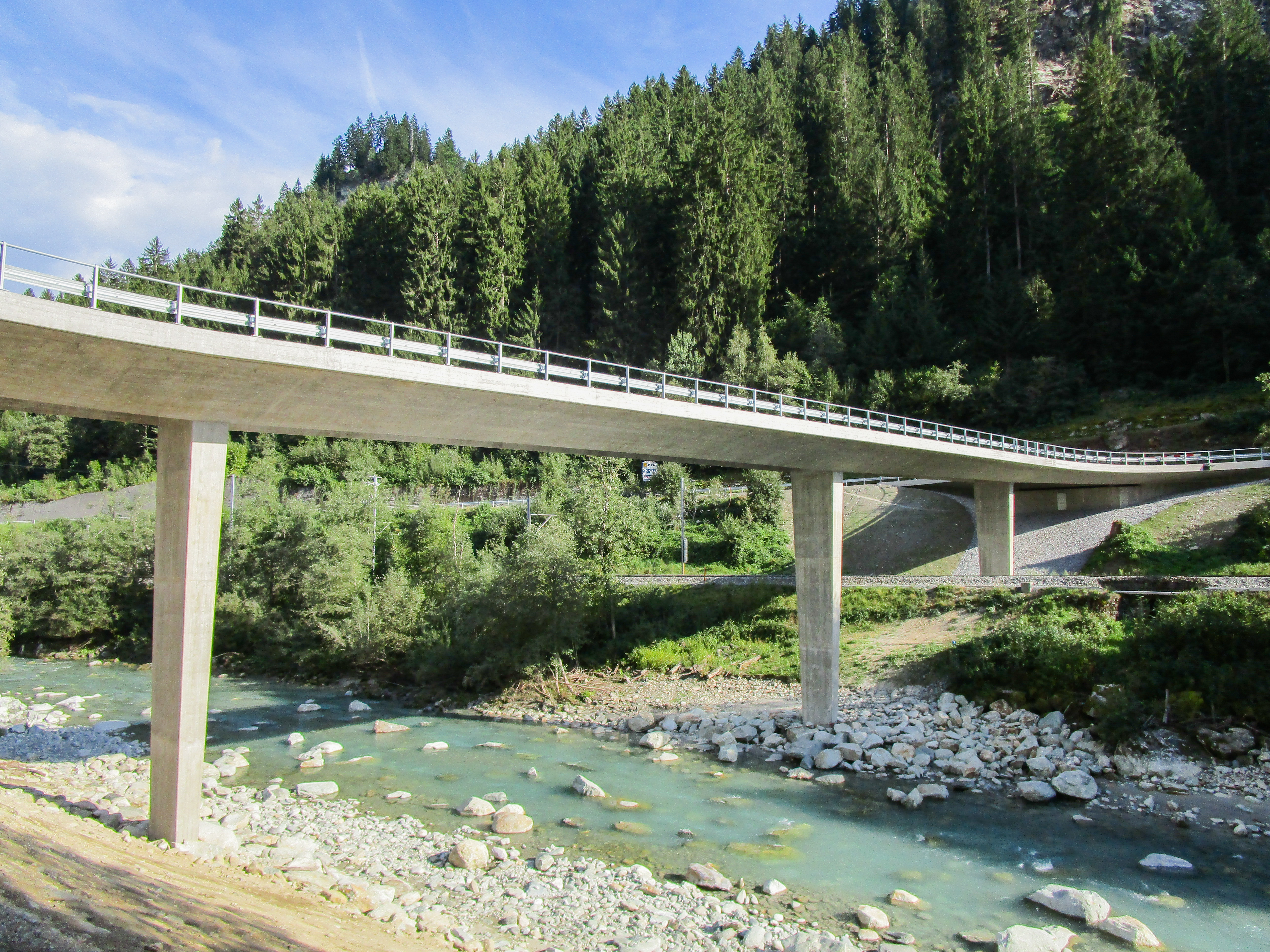
Vorderrheinbrücke Danis

Die neue,  auch Vorderrheinbrücke Danis genannte Brücke wurde von den Büros Bänziger Partner und Conzett Bronzini Partner geplant und nach einer Bauzeit von zwei Jahren am 30. September 2016 eröffnet. Sie steht rund 110 m flussaufwärts  von der Brücke Versells und führt die Via da Breil über den Vorderrhein. Das zulässige Höchstgewicht ist 32 t. Das Bauwerk überquert auch das Trassee der Rhätischen Bahn.
Die 101,45 m lange, zweispurige Strassenbrücke ist 9,50 m breit, erweitert sich aber zum Anschluss an die beiden Strassen mit trompetenförmigen Brückenenden bis auf 36,50 m. Die Spannbetonbrücke hat drei Pfeiler und Stützweiten von 16,00 + 25,40 + 34,00 + 21,50 m. Ihr durchlaufender Fahrbahnträger besteht aus einer 35 cm dicken Betonplatte und zwei Betonträgern mit dreiecksförmigem Querschnitt, zwischen denen zahlreiche Werkleitungen und die Entwässerung verlegt sind. Die Bauhöhe der Balken nimmt von 1,70 m in dem 34 m langen Feld über dem Fluss ab bis auf 1,30 m am Widerlager Tavanasa. Die Pfeiler verjüngen sich sowohl in Längs- als auch in Querrichtung von oben nach unten. Sie sind oben 2,80 m breit und ragen zwischen den Balken bis zu der Fahrbahnplatte hinauf. Sie sind mit den Betonträgern monolithisch verbunden. Die beiden Pfeiler am Rheinufer sind oben rund 1,10 m stark. Der kürzere Pfeiler bei der RhB-Linie ist mit 0,86 m etwas schlanker.